# Бірюса
Бірюса́ (рос. Бирюса́, ін. російські назви: Больша́я Бирюса́, О́на) — річка в Іркутській області і Красноярському краї Росії, права складова річки Тасеєви у басейні Ангари (після злиття з р. Чуною/Удою).

## Географія
Протікає територією Іркутської області і Красноярського края.
Довжина — 1012 км, площа басейну — 55 800 км².
Бере початок на схилах Джуглимського хребта в Східному Саяні. Далі тече Середньосибірським плоскогір'ям.
Живлення — снігове і дощове (разом сягають 80 % річного стоку).
Вкривається кригою в жовтні—листопаді, скресає — наприкінці квітня—на поч. травня.
Придатна для сплаву.
На річці розташоване місто Бірюсинськ.

## Гідрологія
За даними спостережень з 1937 по 1980 роки середньорічна витрата води за 200 км від гирла (пункт спостережень с. Федіне) становить 349,7 м³/с, для водного басейну 51000 км², що становить понад 91 % загальної площі басейну річки. Максимальна витрата припадає на травень — 1029,16 м³/с, мінімальна — на березень — 54,09 м³/с.

## Основні притоки
Річка Бірюса приймає більше сотні приток, довжиною понад 10 км. Найбільших із них, довжиною понад 50 км — 15, із них понад 100 км — 9 (від витоку до гирла):
| Назва притоки             | Довжина,(км) | Площа водозбірного басейну, (км²) | Відстань від гирла Бірюси, (км) | Витрата води,(м³/с) |
| ------------------------- | ------------ | --------------------------------- | ------------------------------- | ------------------- |
| ← Мала Бірюса             | 167          | 3020                              | 830                             |                     |
| → Нерса                   | 61           |                                   | 752                             |                     |
| ← Ізан                    | 62           |                                   | 721                             |                     |
| ← Тимбир                  | 113          | 874                               | 669                             |                     |
| → Тагул (Малий Тагул)     | 300          | 7990                              | 657                             | 104 (12 км)         |
| → Туманшет (Пр. Туманшет) | 249          | 4780                              | 600                             | 52,6 (16 км)        |
| ← Байроновка              | 81           | 1080                              | 520                             |                     |
| ← Топорок                 | 230          | 4160                              | 490                             | 8,06 (156 км)       |
| → Пенчет (Поперечна)      | 108          | 1340                              | 421                             |                     |
| ← Кочетар                 | 90           |                                   | 376                             |                     |
| → Пойма                   | 382          | 8640                              | 773                             | 13 (205 км)         |
| → Панакачет               | 72           |                                   | 289                             |                     |
| → Почет                   | 118          | 1410                              | 205                             |                     |
| → Шигашет                 | 61           |                                   | 104                             |                     |
| → Кайтим                  | 111          | 1140                              | 60                              |                     |

В басейні близько 300 озер з загальною площею 14,3 км².